# 埃琳娜·費蘭特
艾琳娜·斐蘭德（英語：Elena Ferrante，1943年10月18日—）是一位意大利小說家，自称1943年出生于那不勒斯，代表作品为“那不勒斯四部曲”。 斐蘭德 自1992年发表作品至今，一直坚持匿名，其从未在公开场合露面，从不公开接受媒体的当面采访，也未在网上留下任何公开照片。 斐蘭德 对此的解释是“作品一旦完成，它们也就不再需要作者了”。
其作品已被翻譯成中、英、法、德文等语言，其中有兩部作品被改編为電影。斐蘭德 于2016年被《时代》杂志评選為年度時代百大人物。

## 身份推测
2016年有學者以語言學的角度分析費蘭特的作品，認為她是一位那不勒斯教授，同年十月，又有一位記者從出版社相關的支付紀錄調查後，推論費蘭特是來自羅馬的翻譯家安妮塔·拉亞（Anita Raja），出版商及拉亞均無否認，但該記者的行為受到了其他作家的批评。

## 影视改编
2018年11月，HBO着手将费兰特的「那不勒斯四部曲」——《我的天才女友》、《新名字的故事》、《離開的，留下的》、《失踪的孩子》——改编为剧集，首季为《我的天才女友》（My Brilliant Friend），片中对白均使用那不勒斯方言、拉丁語、希臘語等語言。该系列按计划分为四季，每季8集播出。

## 作品
- 1992年 《讨厌的爱》 （L'amore molesto）
- 2002年 《被遗弃的日子》 （I giorni dell'abbandono）
- 2006年 《暗处的女儿》（La figlia oscura)
- 2011年 《我的天才女友》 （L'amica geniale）
- 2012年 《新名字的故事》 （Storia del nuovo cognome）
- 2013年 《离开的，留下的》 （Storia di chi fugge e di chi resta ）
- 2014年 《失踪的孩子》 （Storia della bambina perduta）
- 2019年 《成年人的谎言生活》 （La vita bugiarda degli adulti）